# Marché Maisonneuve
Pour les articles homonymes, voir Maisonneuve.

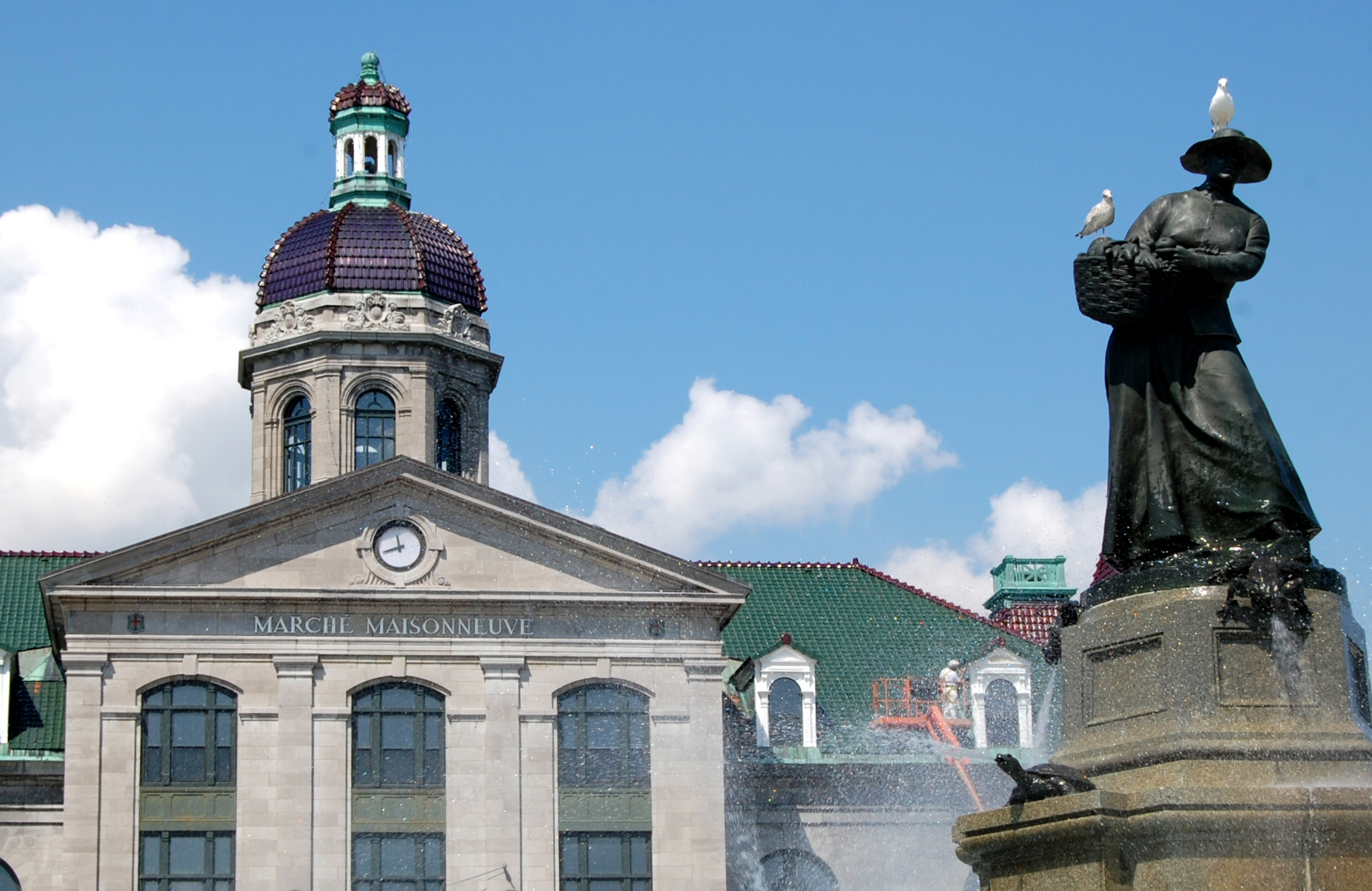
L'ancien marché Maisonneuve vu de dos avec la fameuse statue La Fermière.

Le marché Maisonneuve est un marché public situé dans l’arrondissement de Mercier–Hochelaga-Maisonneuve au 4445, rue Ontario Est, entre Pie-IX et Viau, dans la ville de Montréal. Situé près de la station de métro Pie-IX, le marché Maisonneuve est plus petit que les marchés Atwater et Jean-Talon.

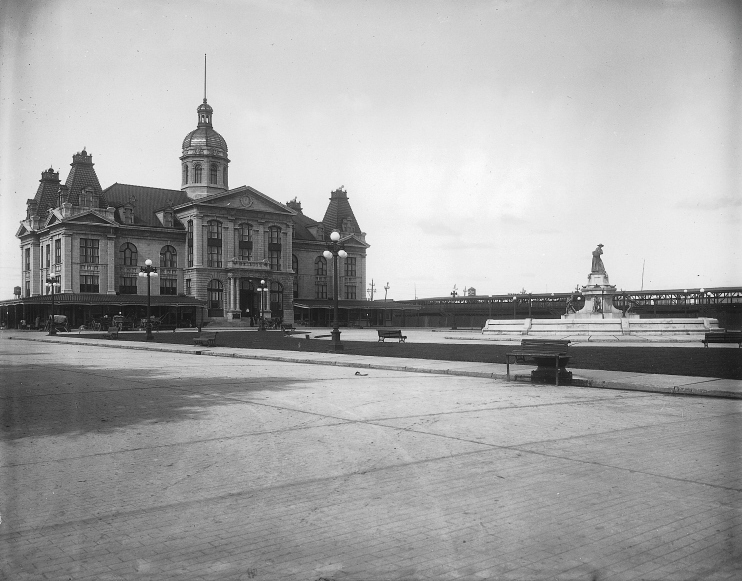
Marché Maisonneuve, boulevard Morgan, 1916

## L'ancien marché Maisonneuve
Au départ, le projet pour l’établissement d’un marché public est refusé par le conseil de la ville de Maisonneuve en 1899. Les citoyens de Maisonneuve vont devoir attendre presque une décennie avant d'avoir leur propre marché. À l'origine, ce n'était pas un marché public, c'était plutôt un marché où les éleveurs venaient y vendre leur bétail.
La construction initiale du bâtiment, de style beaux-arts, s’étend de 1912 à 1914, au coût de 260 000 $. Le marché Maisonneuve a été conçu d’après les plans de l’architecte et ingénieur civil Marius Dufresne. Il s’agit du deuxième marché, des quatre grands marchés publics de Montréal, à avoir ouvert ses portes. Le marché se situe à la rue Ontario Est, près du métro Pie-IX et du métro Viau. Il est aussi encadré des avenues Létourneux et Bennett, ainsi que de la rue de Rouen. 
Les architectes, Joseph-Cajetan Dufort ainsi que Wilfrid L. Vandal, auraient également contribué à sa conception .
Afin d’enjoliver la fontaine de la place du marché, une sculpture représentant une fermière portant un panier a été érigée. Cette œuvre nommée, La fermière, est la création d’un sculpteur québécois bien connu de l’époque, Alfred Laliberté.
En 1932, l’architecte municipal, Jos Lerous, a effectué des modifications sur la bâtisse initiale, dont son agrandissement, ainsi que la construction des arcades de béton à l’extérieur de l’édifice.
En 1967, la Ville de Montréal ferme complètement les activités du marché au public, n'étant plus jugé nécessaire avec la popularité grandissante des supermarchés et du Marché central.
À la suite d'une pétition signée par plus de 7 000 habitants du quartier dans les années 1980, la Ville de Montréal a installé des abris temporaires extérieures composés de parasols pour permettre aux maraichers de vendre leurs produits .
Bien que la Ville de Montréal était jusqu'à ce jour responsable de l’administration des marchés publics, cette responsabilité revient maintenant à la Corporation de Gestion des Marchés Publics de Montréal, et ce, depuis juin 1993 .

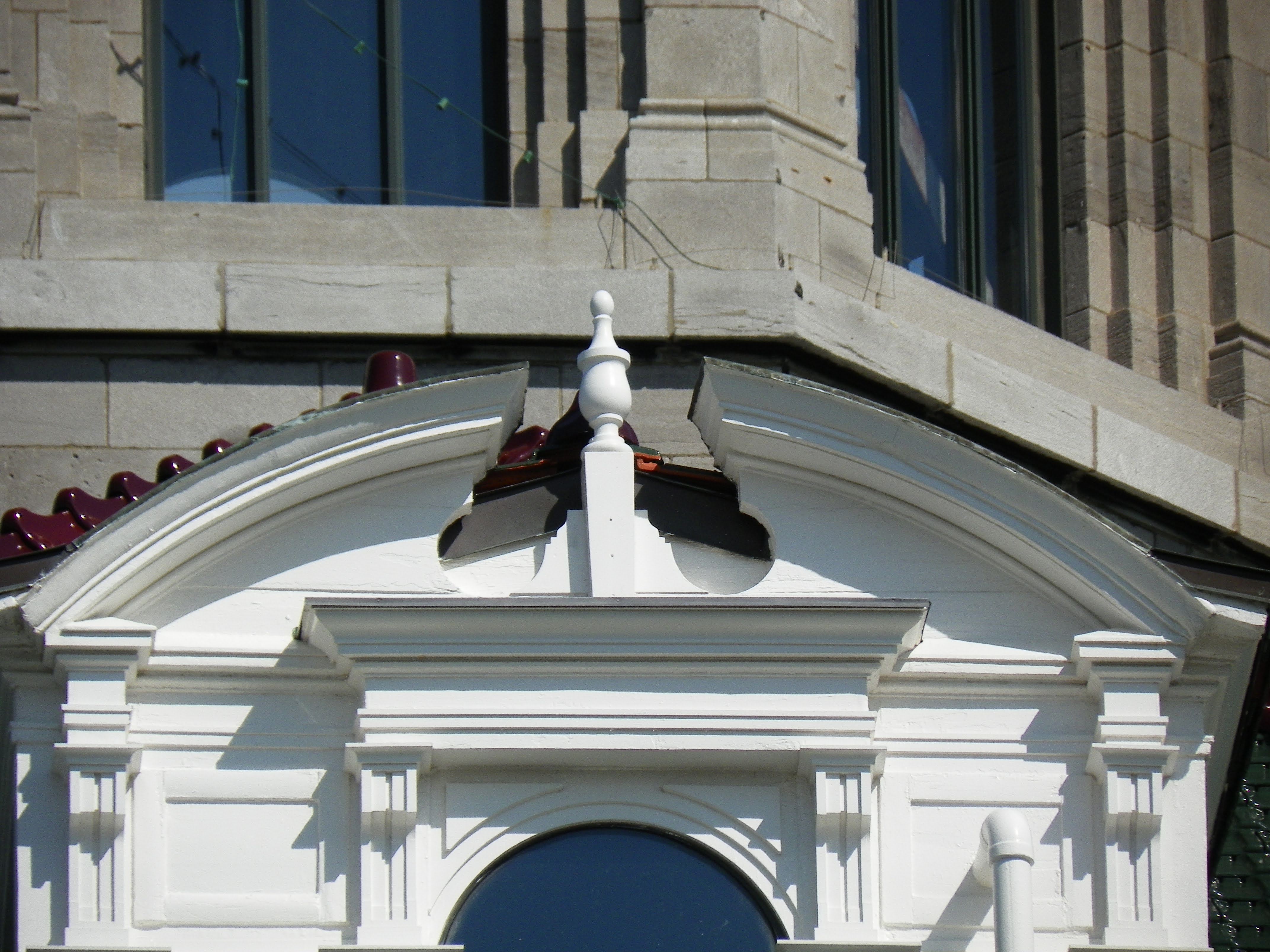
Le bâtiment a été restauré au début des années 2000. Les éléments architectoniques ont fait l'objet d'une attention particulière.

Les dernières transformations majeures du bâtiment ont été effectuées entre 2002 et 2004. Le bâtiment a été restauré et plusieurs éléments au niveau de la fenestration ont été modifiés par la firme, Cardin Ramirez – Architectes .  

## Affectation de l'ancien marché Maisonneuve

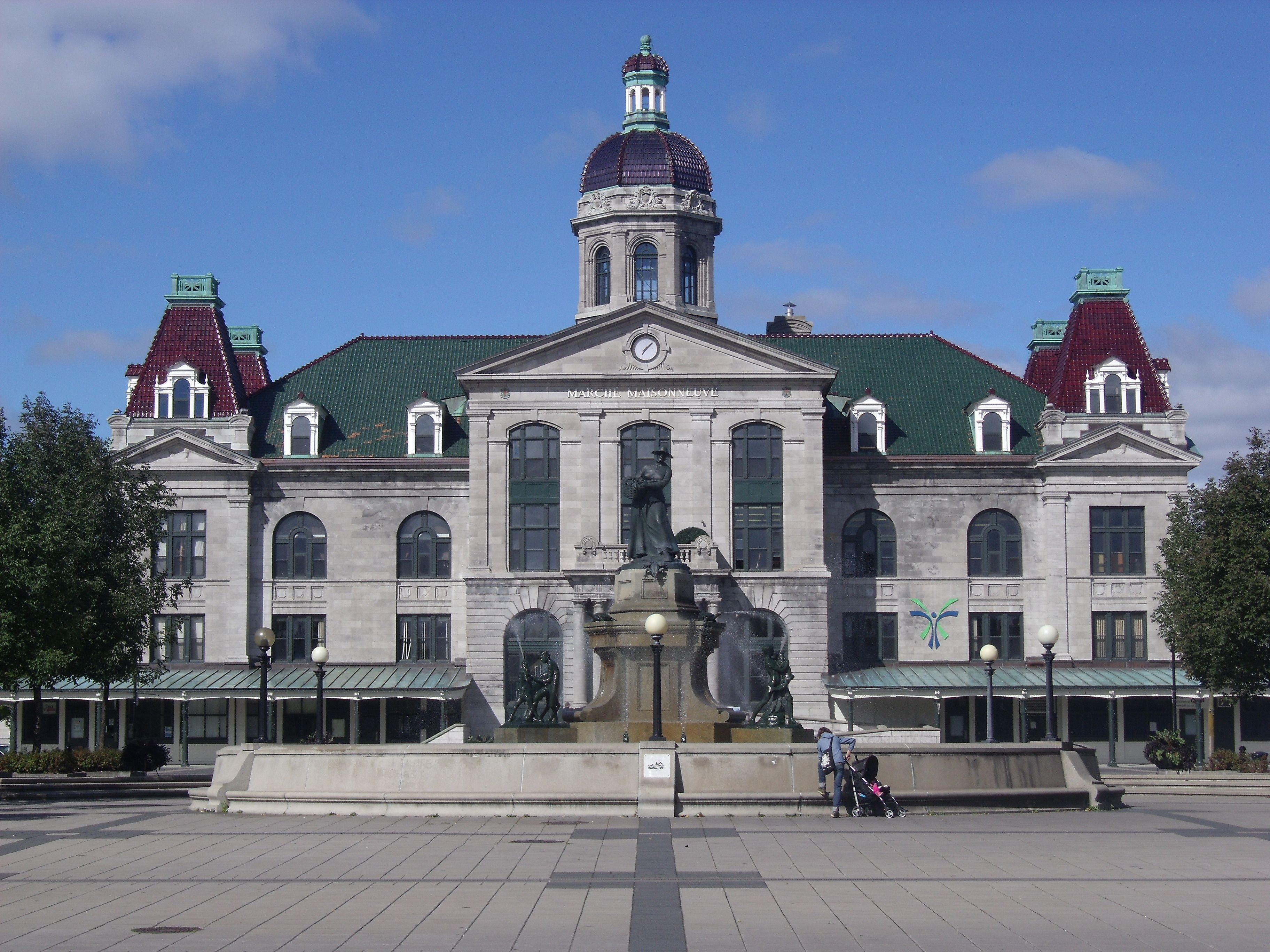
L'ancien marché Maisonneuve avec la fontaine ornée de la sculpture, La fermière, d'Alfred Laliberté.

Depuis 1980, les locaux intérieurs du bâtiment de l’ancien marché Maisonneuve sont occupés par le Centre Communautaire Culturel Social et Éducatif Maisonneuve (CCSE). Il s’agit d’un organisme communautaire qui s’engage à répondre aux besoins des individus en matière de loisir par l’entremise de plusieurs activités.

## Marché Maisonneuve actuel

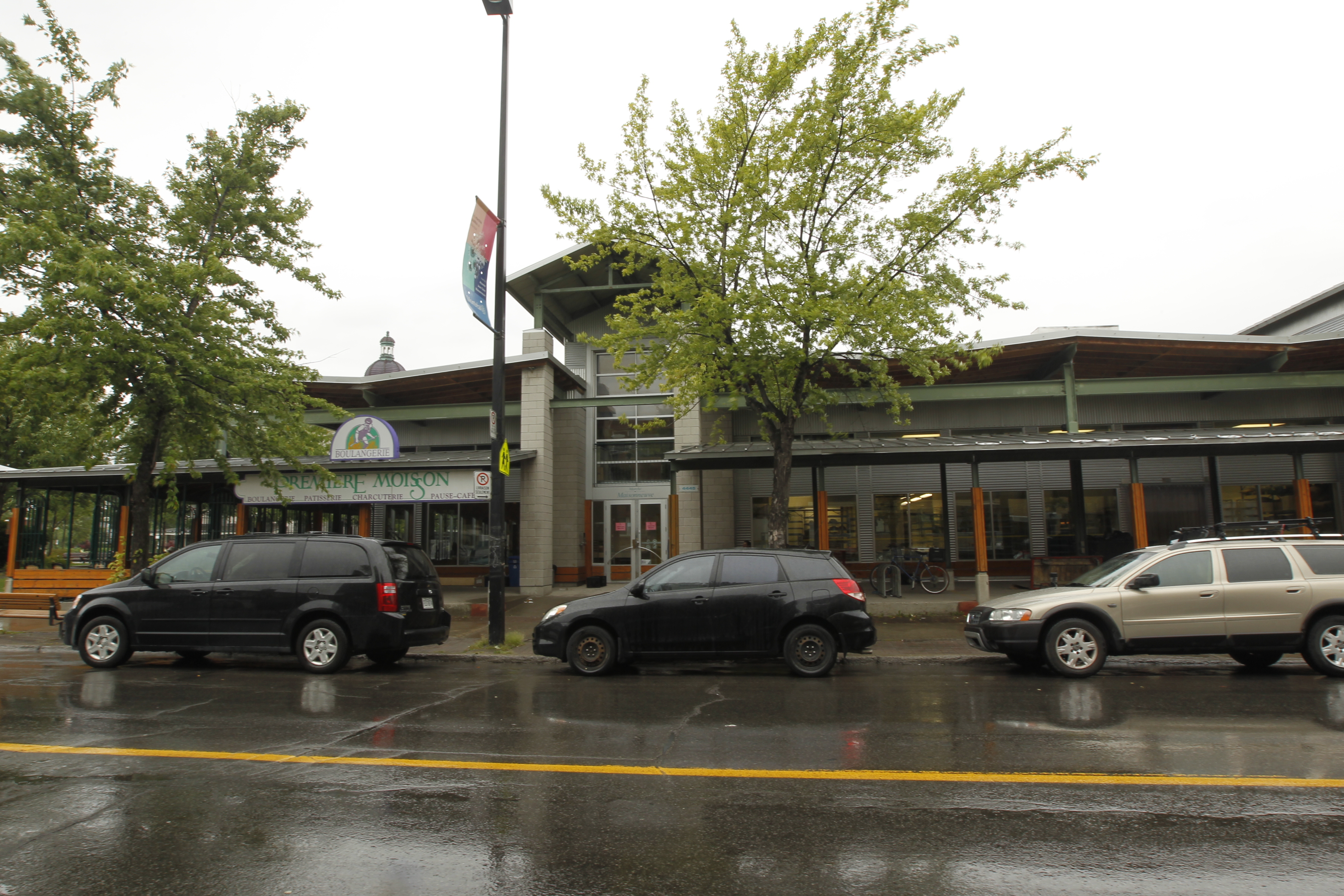
Le marché Maisonneuve actuel.

Depuis 1995, les activités du marché public sont exploitées dans un tout nouvel établissement, non loin de l'ancien. La construction de ce nouveau marché a été effectuée par la Ville de Montréal pour un total de deux millions de dollars.
Aujourd’hui, le marché Maisonneuve possède une superficie de 13 620 pi2 (1 265 m2) et compte une dizaine de commerces intérieurs permanents. En saison estivale, le marché comporte également plusieurs kiosques d’alimentation extérieurs, incluant même des fleurs et des fines herbes.